# Volksabstimmungen in der Schweiz 1918
Dieser Artikel bietet eine Übersicht der Volksabstimmungen in der Schweiz im Jahr 1918.
In der Schweiz fanden auf Bundesebene zwei Volksabstimmungen statt, im Rahmen zweier Urnengänge am 2. Juni und 13. Oktober. Dabei handelte es sich um zwei Volksinitiativen.

## Abstimmung am 2. Juni 1918

### Ergebnis
| Nr. | Vorlage                                                                       | Art | Stimm- berechtigte | Abgegebene Stimmen | Beteiligung | Gültige Stimmen | Ja      | Nein    | Ja-Anteil | Nein-Anteil | Stände | Ergebnis |
| --- | ----------------------------------------------------------------------------- | --- | ------------------ | ------------------ | ----------- | --------------- | ------- | ------- | --------- | ----------- | ------ | -------- |
| 76  | Eidgenössische Volksinitiative «für die Einführung der direkten Bundessteuer» | VI  | 936'096            | 612'171            | 65,40 %     | 602'549         | 276'735 | 325'814 | 45,93 %   | 54,07 %     | 7½:14½ | nein     |

### Einführung der direkten Bundessteuer
Mit Ausnahme des Militärpflichtersatzes und der 1915 einmalig erhobenen Kriegssteuer waren direkte Steuern den Kantonen vorbehalten. Die Sozialdemokraten strebten die Einführung einer dauerhaften progressiven Bundessteuer an, die vor allem die wohlhabenden Schichten belasten würde. Sie lancierten im November 1916 eine entsprechende Volksinitiative und brachten genügend Unterschriften für ihr Anliegen zusammen. Die Bundesverfassung sollte um einen neuen Artikel 41bis ergänzt werden, der die jährliche Erhebung einer progressiven Steuer auf Einkommen und Vermögen natürlicher Personen sowie eine Besteuerung juristischer Personen vorschreibt. Der Bundesrat hatte staatspolitische Vorbehalte und mutmasste, die direkte Bundessteuer fördere die Steuerhinterziehung und die Kapitalflucht. Das Parlament folgte dieser Einschätzung und lehnte die Initiative ab. Im Abstimmungskampf propagierte die SP ihre Initiative als Beitrag zu einer sozial gerechten Finanzierung der Mobilisierungskosten während des Ersten Weltkriegs, erhielt aber nur Unterstützung durch die Demokraten und den Grütliverein. Die bürgerlichen Gegner bezeichneten die direkte Bundessteuer als zentralistischen Eingriff in die Hoheit der Kantone und als Angriff auf die Grundfesten der schweizerischen Bundesstaatlichkeit. Die Initiative verfehlte sowohl das Volks- als auch das Ständemehr. Sämtliche Kantone mit französischsprachiger Bevölkerungsmehrheit, das Tessin und auch die katholischen Kantone der Ost- und Zentralschweiz lehnten sie ab.

## Abstimmung am 13. Oktober 1918

### Ergebnis
| Nr. | Vorlage                                                                | Art | Stimm- berechtigte | Abgegebene Stimmen | Beteiligung | Gültige Stimmen | Ja      | Nein    | Ja-Anteil | Nein-Anteil | Stände | Ergebnis |
| --- | ---------------------------------------------------------------------- | --- | ------------------ | ------------------ | ----------- | --------------- | ------- | ------- | --------- | ----------- | ------ | -------- |
| 77  | Eidgenössische Volksinitiative «für die Proporzwahl des Nationalrates» | VI  | 936'336            | 463'302            | 49,47 %     | 448'587         | 299'550 | 149'035 | 66,78 %   | 33,22 %     | 19½:2½ | ja       |

### Proporzwahl des Nationalrats
Nach dem knappen Scheitern der zweiten Proporzinitiative im Jahr 1910 liessen Sozialdemokraten und Konservative ihr Komitee weiter bestehen, denn ihr Ziel war weiterhin der Ersatz des Majorzwahlsystems bei Nationalratswahlen durch das Proporzwahlsystem. Dadurch erhofften sie sich mehr Einfluss im Parlament und das Ende der seit 1848 andauernden freisinnigen Vorherrschaft. 1913 reichten sie deshalb eine dritte Initiative ein. Im Gegensatz zu früher verzichtete der Bundesrat in seiner Stellungnahme auf polemische Aussagen und bemühte sich um eine sachliche Auseinandersetzung mit der Forderung. Dennoch vermochte er in der Einführung des Proporzes keinen wirklichen Fortschritt zu erkennen und lehnte sie deshalb ab. Der von den Freisinnigen dominierte Nationalrat folgte dieser Einschätzung, während der Ständerat die Vorlage wegen des Ausbruchs des Ersten Weltkriegs zunächst gar nicht beraten konnte. Erst drei Jahre später konnte die parlamentarische Beratung fortgeführt werden, bei der beide Kammern mit knapper Mehrheit die Ablehnung empfahlen. Die Abstimmung fand kurz vor Kriegsende angesichts der sich zuspitzenden wirtschaftlichen und sozialen Lage in angespannter Atmosphäre statt. Die Freisinnigen waren auf sich allein gestellt, denn ihre Argumente hatten durch die Erfahrungen in mehreren Kantonen, die bereits den Proporz kannten, kaum noch Gewicht. Mit sehr deutlichem Volks- und Ständemehr wurde die Initiative angenommen, nur noch drei Kantone lehnten sie ab (Appenzell Ausserrhoden, Thurgau und Waadt). Die Nationalratswahlen 1919 waren die ersten nach dem neuen System und beendeten die Alleinherrschaft der Freisinnigen.